# 교차로 (1956년 영화)
"교차로"(交叉路)는 한국에서 제작된 유현목 감독의 1956년 영화이다. 조미령 등이 주연으로 출연하였고 김인걸 등이 제작에 참여하였다.

## 출연

### 주연
- 조미령
- 이택균
- 강명
- 서일영

## 기타
- 조명: 함완섭
- 녹음: 이경순
- 미술: 임명선